# Eberhard Kausel

Eberhard Kausel (um 1935)

Eberhard Kausel (* 23. Februar 1910 in Santiago de Chile; † 25. Juli 1972 ebenda) war ein deutsch-chilenischer botanischer Taxonom und Odontologe, der für seine Studien zur Pflanzenordnung Myrtaceae bekannt wurde.
Sein botanisches Autorenkürzel lautet „Kausel“.

## Leben und Familienhintergrund
Eberhard Kausel wurde am 23. Februar 1910 in Santiago de Chile als (Max)imilian Leopold Otto Eberhard Kausel geboren, aber in seinem späteren Leben behielt er nur den Rufnamen Eberhard. Er war der siebte und letzte Sohn einer Familie deutscher Lehrer, die im späten 19. Jahrhundert nach Chile kamen und eine Reihe von Pädagogen und Professoren hervorbrachte. Sein Großvater mütterlicherseits, Martin Schneider, war der Gründer der Schule für Grundschullehrer Abelardo Nuñez in Santiago und der Gründer und Direktor des Gymnasiums Liceo Santiago. Seine Großmutter mütterlicherseits, Helene, war ebenfalls Lehrerin in Santiago und später auch Schulleiterin eines Mädchenlyzeums. Sein Vater Theodor war ein hochgeachteter Mathematiklehrer an verschiedenen Gymnasien und Hochschulen in Santiago, zu denen auch die Universität von Chile sowie das herausragende Gymnasium Liceo de Aplicación gehörten, wo er auch als stellvertretender Direktor diente. Von Eberhard Kausels Brüdern war Ernst von Beruf Bergbauingenieur, diente als Professor an der Ingenieurschule, und war viele Jahre als Direktor des Bergbauinstituts an der Universität von Chile tätig. Ernst Kausels eigener Sohn Edgar Kausel Vecchiola wurde ein hochgeachteter chilenischer Seismologe, Professor für Geophysik und Direktor des Instituts für Geophysik an der Universität von Chile. Der Sohn von Edgar Kausel Vecchiola – Eberhard Kausels Großneffe – Edgardo Kausel Eliçagaray, ist derzeit Professor für Betriebswirtschaftslehre am Institut für Verwaltungslehre der Katholischen Universität von Chile in Santiago. Der Sohn von Eberhards Schwester Lilli, Edgardo Boeninger Kausel, wurde Dekan an der Hochschule für Wirtschaft und später auch Rektor der Universität von Chile. Einige Jahre später war Edgardo Stabschef in der Regierung des chilenischen Präsidenten Patricio Aylwin und wurde schließlich zum Senator im chilenischen Parlament gewählt. Ein Neffe von Eberhard, Teodoro Kausel, ist emeritierter Professor an der Hochschule für Wirtschaft der Universität Austral de Chile in Valdivia. Abschließend ist Eberhard Kausels Sohn Eduardo Kausel Professor Emeritus am Massachusetts Institute of Technology.

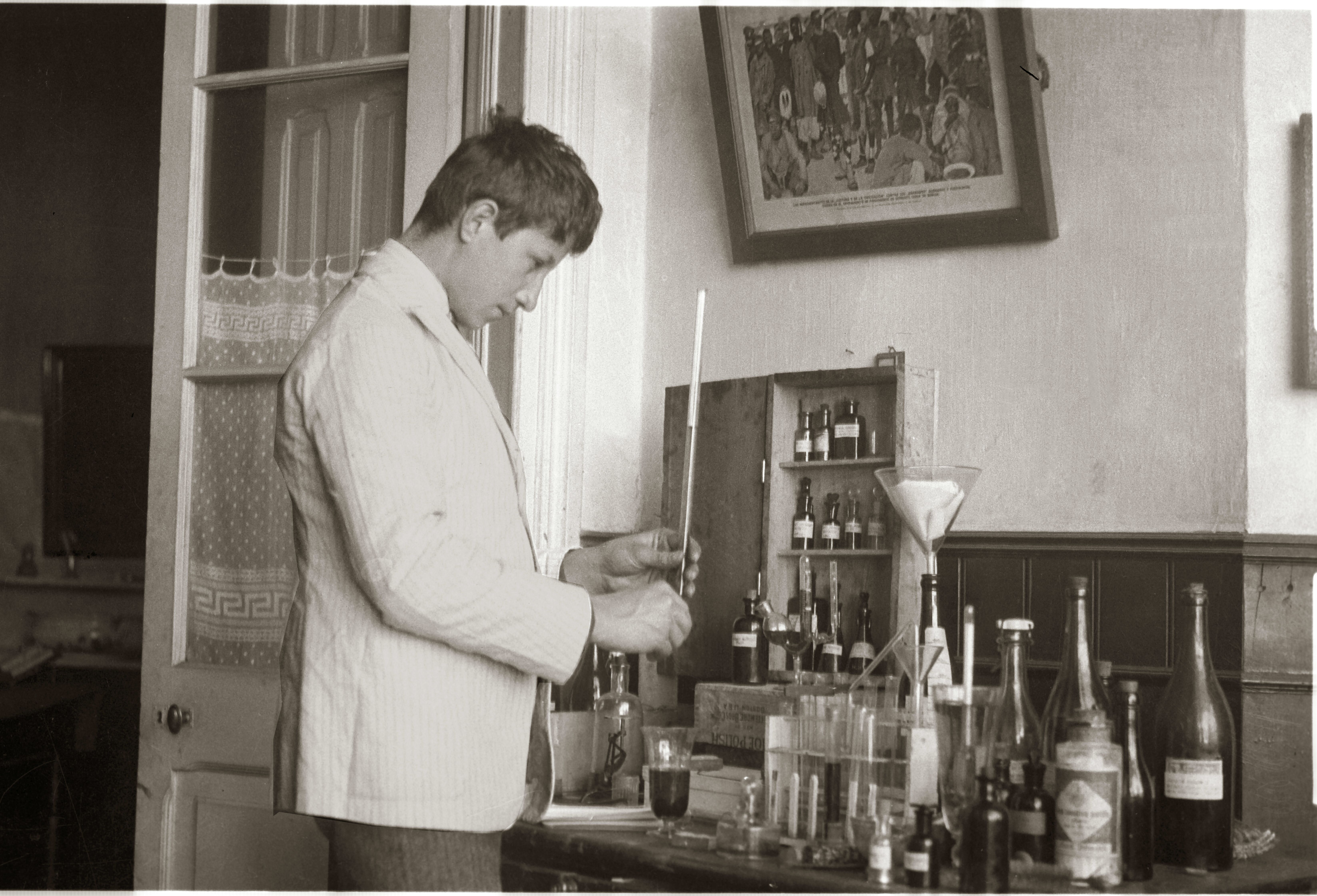
Der junge Eberhard Kausel im Labor

Schon als Teenager entwickelte Kausel eine Leidenschaft für Chemie. Er baute zu Hause ein komplettes Chemielabor auf, in dem er viele Stunden mit Reaktanten bastelte. Dies sollte sich als nützlich erweisen, als sein Vater Theodor später einen schweren Fall von Typ-2-Diabetes entwickelte, in dessen Verlauf Eberhard regelmäßig den Glukosespiegel seines Vaters überwachte. Theodor starb, als Eberhard erst 15 Jahre alt war, was dazu führte, dass er bei sich zu Hause Verantwortung übernehmen musste, wodurch sich seine Reife beschleunigte. Er schloss das Deutsche Gymnasium in Santiago im Alter von 16 Jahren ab und schrieb sich zunächst in Forstwirtschaft an der Universität von Chile ein. Nach einem Jahr wechselte er zur Zahnheilkunde an der Universität von Chile und schloss 1932 sein Studium im Alter von 22 Jahren als Zahnarzt ab.
Ungefähr zu dieser Zeit begann er auch, seiner Leidenschaft für die Botanik nachzugehen und seine ersten Pflanzenexemplare zu sammeln. In den Jahren nach seinem Abschluss lernte er die Zahnarztkollegin Greta Bolt kennen, die er 1937 heiratete und mit der er dann vier Kinder hatte.

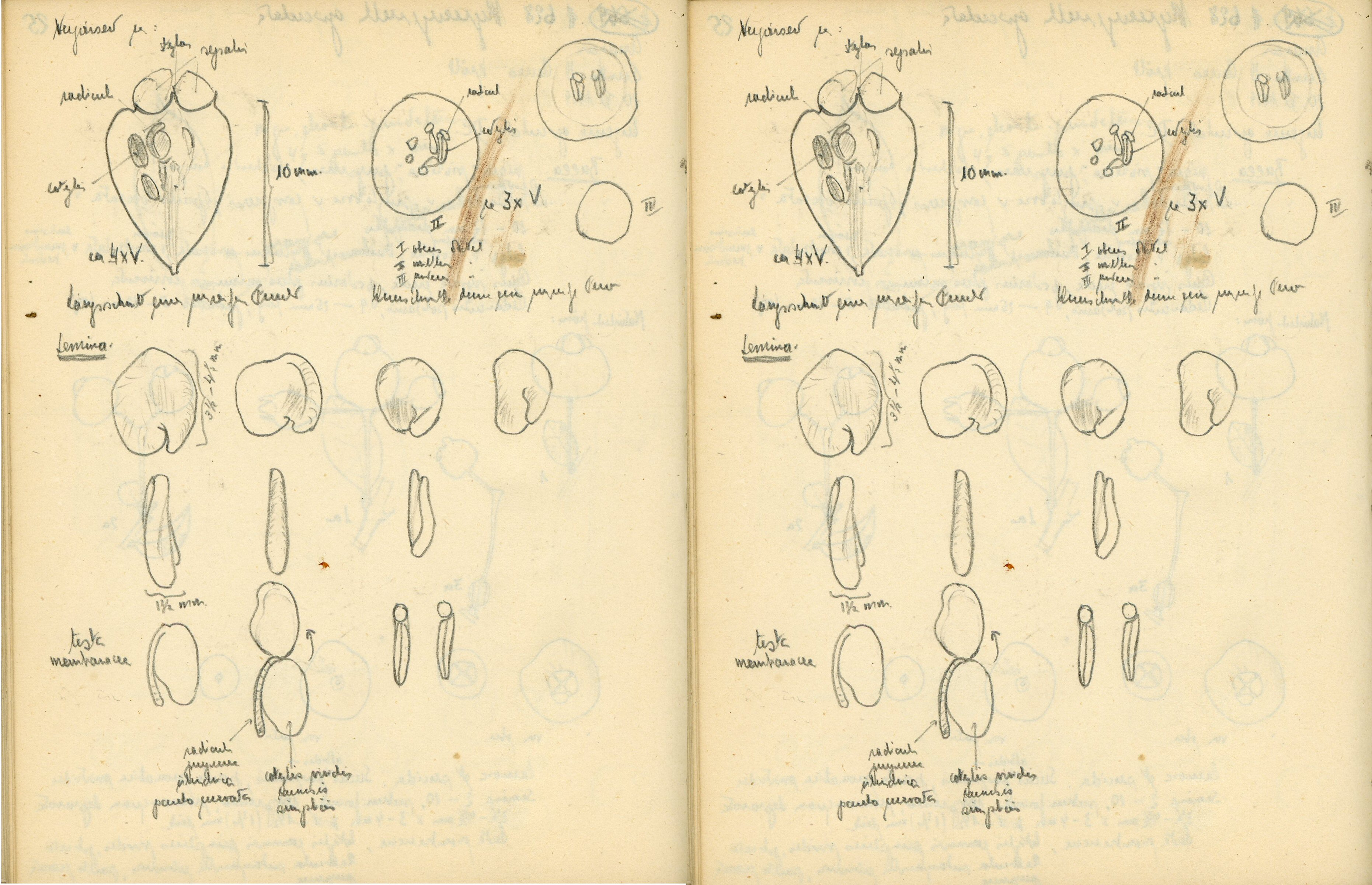

Kausel sprach und schrieb fließend Spanisch und Deutsch. Darüber hinaus war er auch in der Lage, auf Englisch zu schreiben und Unterhaltungen zu führen und war mit den Grundelementen des Lateinischen vertraut. Er verstarb am 25. Juli 1972 im Alter von 62 Jahren durch einen Schlaganfall.
Er hinterließ seine Ehefrau und Kollegin Greta Bolt – die ihn noch ein Vierteljahrhundert überlebte – sowie seine vier Kinder. Ein Nachruf, verfasst von seinem Botanikerkollegen Gualterio Looser, vom Oktober 1972 erschien 1973 in den Annalen des Naturkundemuseums von Valparaíso (Band 6, 281–284).

## Wissenschaftliche Beiträge

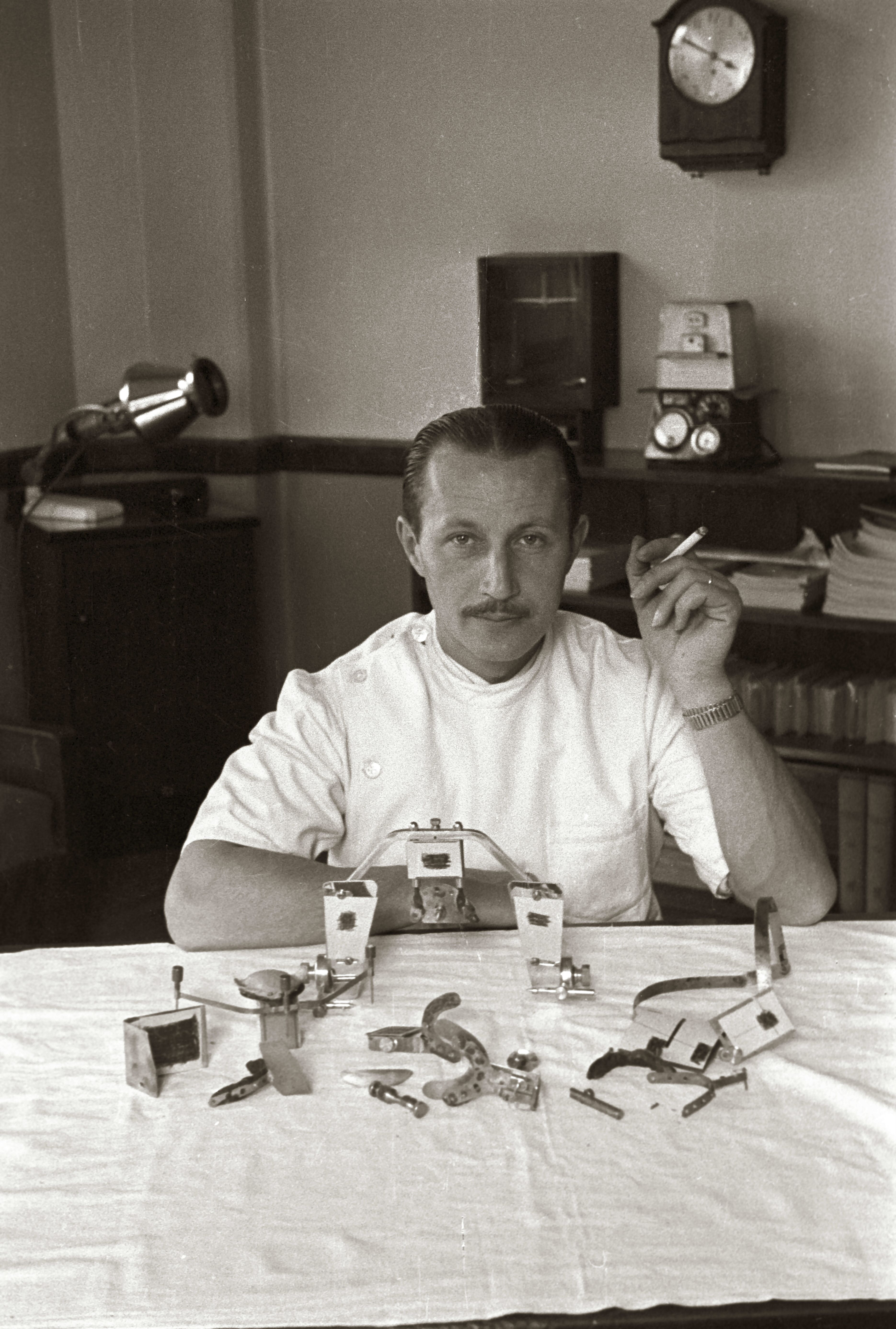

Kausel war besonders bekannt für seine Beiträge zu südamerikanischen Myrtaceae und insbesondere zu den Gattungen, die in Chile und Argentinien wuchsen. Als produktiver Schriftsteller zu einer Zeit, als es noch keine Textverarbeitungsprogramme gab, hinterließ er eine umfangreiche Sammlung botanischer Skizzen, maschinengeschriebener Aufsätze und Briefe. Er veröffentlichte auch eine Reihe wissenschaftlicher Arbeiten, die in botanischen Fachzeitschriften größtenteils in Argentinien, aber auch in Schweden und Brasilien erschienen.
Darüber hinaus kam ein großer Teil von Kausels wissenschaftlichen Beiträgen durch direkten Austausch von Informationen, botanischen Exemplaren und Korrespondenz mit anderen Botanikern aus der ganzen Welt, darunter Gualterio Looser, Benkt Sparre oder Harold Moldenke, zustande. Besonders hervorzuheben sind zwei dicke gebundene Bände mit Korrespondenz, die er mit dem uruguayischen Botaniker Diego Legrand und dem schwedischen Botaniker und Antarktisforscher Carl Skottsberg führte, und die beide noch vorhanden sind. Gegenwärtig befindet sich Kausels umfangreiches Herbarium südamerikanischer Myrtaceae im finnischen Naturkundemuseum.

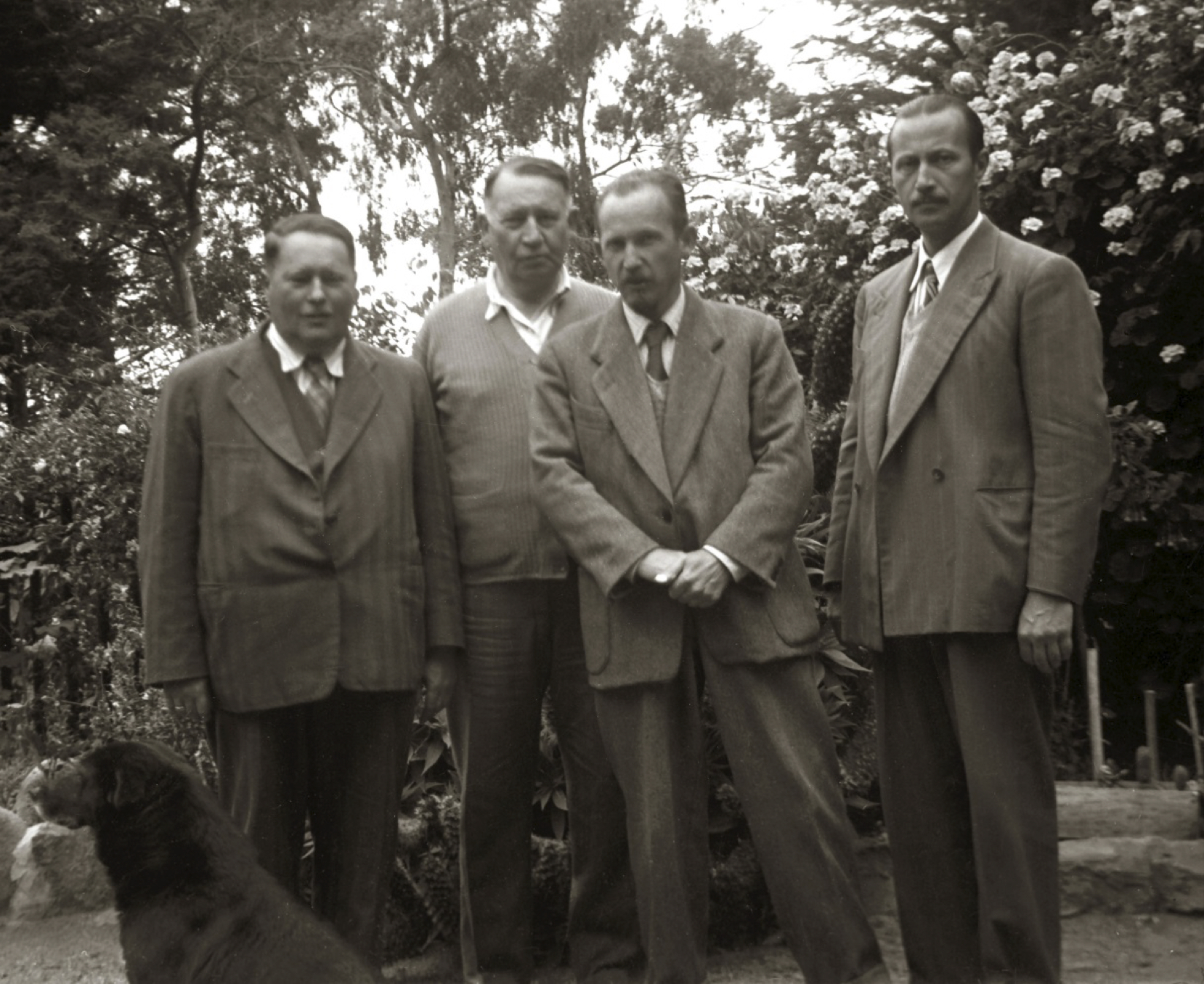

Eberhard Kausel führte mehrere neue Taxa in die botanische Welt ein, darunter Reicheia, Myrceugenella, Legrandia, Nothomyrcya und andere. Mittlerweile tragen mehrere Pflanzenarten seinen Namen, darunter Myrceugenella Kausel Myrtaceae, Myrciariopsis Kausel Myrtaceae, Reichea Kausel Myrtaceae, Amomyrtella Kausel Myrtaceae und weitere.
Laut der Webseite des Index Kewensis schlug Eberhard Kausel 174 neue Namen oder Namenskombinationen für Gefäßpflanzenarten vor, von denen viele durch genetische Studien bestätigt worden sind, und die noch heute in der Fachwelt gebräuchlich sind. Er konzentrierte sich hauptsächlich auf chilenische Myrten, die aufgrund seiner Arbeiten zu den bekanntesten in Lateinamerika gehören. Um seine Beiträge zur Botanik zu würdigen, haben seine Kollegen mehreren Arten seinen Namen hinzugefügt, darunter Schinus kauselii F. A. Barkley (Anacardiaceae) und Myrcia kauseliana D. Legrand (Myrtaceae).
Kausel war von 1933 bis 1944 auch außerordentlicher (d. h. Teilzeit-)Professor für Prothesen an der Zahnärztlichen Hochschule der Universität von Chile. Einige Jahre war er auch Mitglied des Regierungsausschusses der Chilenischen Föderation der Zahnärzte, wo er sich hauptsächlich mit Steuer- und Sozialversicherungsfragen befasste, die für chilenische Zahnärzte von Bedeutung waren. Im Laufe der Jahre veröffentlichte er auch eine Handvoll odontologischer Arbeiten.